# Stanisław Staszewski (artysta)

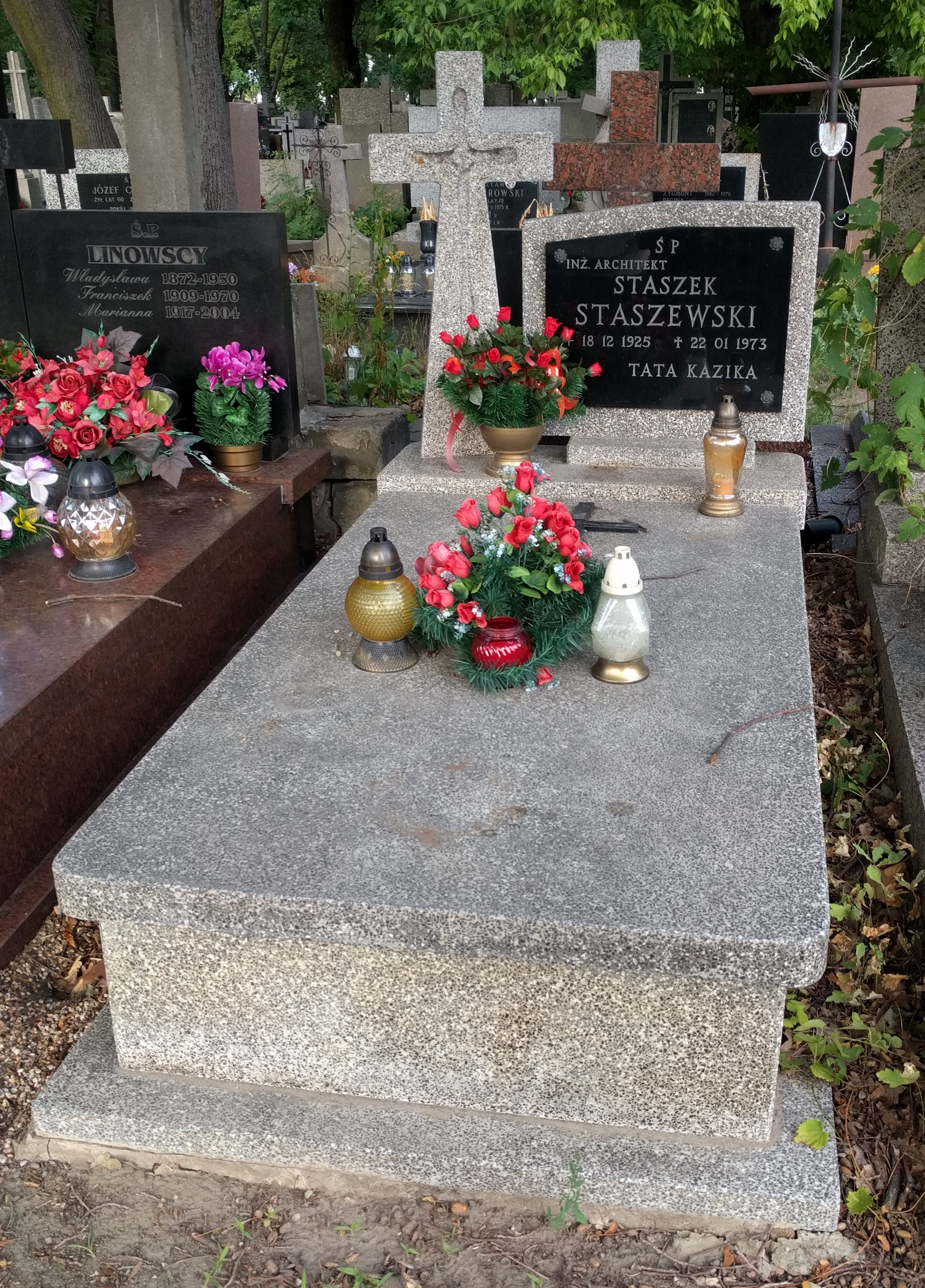
Grób na cmentarzu Bródnowskim w Warszawie

Stanisław Staszewski, ps. „Nowy” (ur. 18 grudnia 1925 w Pabianicach, zm. 22 stycznia 1973 w Paryżu) – polski poeta i bard. Z wykształcenia architekt. Ojciec Kazika Staszewskiego. Autor piosenek, m.in. Celiny i Baranka, znanych z interpretacji Kultu i Jacka Kaczmarskiego.

## Życiorys
Urodził się w Pabianicach. Jego ojciec, Kazimierz, był kierownikiem Szkoły Powszechnej nr 5 w Pabianicach. Był też założycielem (w 1929 r.) i pierwszym prezesem pabianickiego oddziału Polskiego Towarzystwa Krajoznawczego, a jego imię nosi obecnie pabianicki Oddział PTTK. W 1934 rodzina przeniosła się do Warszawy, gdzie Kazimierz Staszewski również podjął pracę w szkole.
Podczas II wojny światowej Stanisław Staszewski był żołnierzem Armii Krajowej. W 1942 był więźniem Pawiaka. Od 1943 był dowódcą drużyny w stopniu kaprala. Walczył na terenie Pragi w powstaniu warszawskim. Został aresztowany i odesłany do niemieckiego obozu w Ebensee, stanowiącego filię KL Mauthausen-Gusen. W marcu 1945 ciężko zachorował i ledwie żywy znalazł się w obozowej kostnicy (gdzie przeleżał całą noc). Uratował go kapo z Pabianic, który chciał odszukać adresata nadesłanej paczki, aby ją przejąć.
Po zakończeniu wojny Staszewski był uczniem Liceum im. Władysława IV, w którym zdał w czerwcu 1946 egzamin dojrzałości i rozpoczął studia na Wydziale Architektury Politechniki Warszawskiej. Prezentował poglądy lewicowe; pisał: „Poglądy moje stają się bardzo lewicowe. Coraz magnetyczniej działa na mnie ryk zbuntowanych tłumów, uciśnionych mas pracujących – i władcza, potężna twarz Lenina”. Po ukończeniu studiów pracował w warszawskim biurze Metroprojekt.
W 1951 r. poznał swoją przyszłą żonę. W tym czasie powstał warszawski klub „Piwnica” przy pl. Grzybowskim, gdzie Stanisław Staszewski stał się liderem duchowym stałych bywalców. W latach 1960–1965 był naczelnym architektem Płocka, gdzie się osiedlił, szybko znajdując się w centrum tamtejszego życia towarzyskiego. Obracał się w kręgach młodzieży skupionej wokół klubu „Marabut”. Powstały wówczas utwory Celina i Baranek. W tym czasie prowadzono budowę zakładów Petrochemia, o której traktuje piosenka Inżynierowie z Petrobudowy. Teksty wielu jego utworów mają nawiązania do autentycznych zdarzeń i postaci.
Jego twórczość stała się „podejrzana ideologicznie”, a nim samym zaczęła interesować się milicja. Rozpoczął się konflikt z władzami partyjnymi, w wyniku którego Staszewski został usunięty z PZPR. Staszewski wrócił do Warszawy, a w 1967 r. wyemigrował do Paryża, gdzie pracował w charakterze kreślarza. W Paryżu powstały m.in. utwory: Bal kreślarzy i Marianna. W latach 1968–1970 pracował w Boulogne-sur-Mer, po czym ponownie przeniósł się do Paryża.
Według niepotwierdzonych opinii na trzy dni (według innej wersji dzień) przed swoją śmiercią napisał utwór A gdy będę umierał. Pochowany jest na cmentarzu Bródnowskim w Warszawie (kw. 10H-6).
Według oświadczenia z 2014 r. jego syna Kazimierza, opartego na dokumentach zgromadzonych w Instytucie Pamięci Narodowej, Stanisław Staszewski był w okresie PRL wpierw przedmiotem inwigilacji MBP, a następnie zwerbowanym tajnym informatorem działającym pod pseudonimem „Nowy”.
Teksty Staszewskiego wykonywali m.in.: Jacek Kaczmarski na płycie Bankiet (1992), zespół Kult na płytach Tata Kazika (1993) i Tata 2 (1996) oraz zespół Elektryczne Gitary. W 1997, po edycji Przeglądu Piosenki Aktorskiej poświęconej twórczości Stanisława Staszewskiego, nakładem wydawnictwa S.P. Records ukazała się płyta Staszek zawierająca zachowane oryginalne wersje piosenek nagrywane w latach 1966–1973 przy okazji rozmaitych spotkań towarzyskich.
W 2010 r. nakładem wydawnictwa Kosmos Kosmos ukazała się powieść Andrzeja Bonarskiego oraz Stanisława Staszewskiego Czarna Mańka.
W 2012 r. nakładem wytwórni MTJ ukazała się płyta Jacka Bończyka pt. Mój Staszewski, na której znalazło się 15 utworów Staszewskiego w nowych, akustycznych aranżacjach.
W maju 2014 wydana została książka pt. Tata mimo woli stanowiąca biografię Stanisława Staszewskiego, której autorami są Kazik Staszewski i Jarosław Duś.

## Wybrane utwory
- „A gdy będę umierał”
- „Bal kreślarzy”
- „Baranek”
- „Celina”
- „Dziewczyna się bała pogrzebów”
- „Gwiazda szeryfa”
- „Inżynierowie z Petrobudowy”
- „Jeśli zechcesz odejść – odejdź”
- „Knajpa morderców”
- „Królowa życia”
- „Kurwy wędrowniczki”
- „Latający Holender”
- „Marianna”
- „Nie dorosłem do swych lat”
- „Notoryczna narzeczona”
- „Samotni ludzie”
- „Starszy asystent John”
- „W czarnej urnie”
- „Zastanówcie się sami”
- „Życie erotomana”